# Inny kraj (powieść)
Inny kraj (ang. Another Country) – powieść amerykańskiego pisarza Jamesa Baldwina z 1962 r. 
Książka porusza wiele wątków uznawanych wówczas za kontrowersyjne, takie jak rasizm i stosunki międzyrasowe, biseksualizm czy życie ówczesnej bohemy artystycznej. Akcja powieści toczy się głównie w Nowym Jorku w dzielnicach Greenwich Village i Harlem oraz Francji późnych lat pięćdziesiątych XX w.

## Fabuła
Narracja powieści jest prowadzona z perspektywy narratora trzecioosobowego i składają się na nią luźno powiązane ze sobą epizody. Opisuje ona historię Rufusa Scotta, czarnoskórego perkusisty jazzowego, który to na początku powieści popełnia samobójstwo. Zmusza to jego przyjaciół i znajomych do zbadania okoliczności, które skłoniły go do odebrania sobie życia, co staje się dla nich okazją do refleksji nad swoją własną tożsamością. Powieść skupia się na ich relacjach, w tym międzyrasowych czy homoseksualnych.

## Ekranizacja
- Inny kraj – film z 1984 w reżyserii Marka Kanievska[1][2]